# Nanzhushan
Nanzhushan (kinesiska: 楠竹山) är en köping i sydvästra Kina. Den ligger i stadsdistriktet Nanchuan, i storstadsområdet Chongqing, omkring 69 kilometer sydost om det centrala stadsdistriktet Yuzhong. Antalet invånare är 7 657. Befolkningen består av 3 776 kvinnor och 3 881 män. Barn under 15 år utgör 19,0 %, vuxna 15-64 år 68 %, och äldre över 65 år 12,0 %. Köpingen Nanzhushan bildades 2015 genom en ombildning av Tiecun (铁村) socken.